# Кордон Лесничество
Лесничество — кордон в Верхошижемском районе Кировской области в составе Пунгинского сельского поселения. 

## География
Находится на расстоянии примерно 12 км на север от районного центра посёлка Верхошижемье. 

## История
Известен кордон с 1978 года, в 1989 году проживало 35 человек . 

## Население
Постоянное население  составляло 37 человек (русские 100%) в 2002 году, 31 в 2010.